# Кјаверето (Арецо)
Кјаверето је насеље у Италији у округу Арецо, региону Тоскана.
Према процени из 2011. у насељу је живело 74 становника. Насеље се налази на надморској висини од 316 м.